# Enzo Maresca
Enzo Maresca (* 10. Februar 1980 in Pontecagnano Faiano (SA)) ist ein ehemaliger italienischer Fußballspieler und heutiger -trainer.

## Spielerkarriere

### In den Vereinsmannschaften
Maresca durchlief von 1991 bis 1998 die Jugendabteilungen der AC Mailand sowie von Cagliari Calcio. Zur Saison 1998/99 wechselte er nach England zu West Bromwich Albion. Nach guten Leistungen insbesondere in der Spielzeit 1999/2000 verpflichtete ihn Juventus Turin, für die er in der Rückrunde der Saison 1999/2000 jedoch nur einen Einsatz in der Serie A verbuchen konnten. Er wurde daher für die Spielzeit 2000/01 an den FC Bologna verliehen. Nach seiner Rückkehr wurde er 2001/02 unregelmäßig eingesetzt, erhielt jedoch auch Spielzeit in der UEFA Champions League und konnte die Meisterschaft feiern. Da der nachhaltige Durchbruch ausblieb wechselte Maresca zur Folgesaison zu Piacenza Calcio, das die Hälfte seiner Transferrechte übernahm. Zwar wurde er dort auf Anhieb Stammspieler, beendete die Saison allerdings auf einem Abstiegsplatz. Auch nach erneuter Rückkehr zu Juve zur Spielzeit 2003/04 konnte er sich im stark besetzten Mittelfeld nicht durchsetzen. Deshalb wechselte er 2004 inkl. die Hälfte seiner Transferrechte zum Aufsteiger AC Florenz, für den er durchwachsene Leistungen zeigte.
Maresca wechselte 2005 nach Spanien zum FC Sevilla, wo er sich auf Anhieb einen Stammplatz erspielen konnte. Mit Sevilla konnte er den UEFA-Pokal 2005/06 gewinnen, wobei er im Finale (4:0 gegen den FC Middlesbrough) zwei Tore schoss und zum Spieler des Spiels gewählt wurde. Nachdem Sevilla den UEFA-Super-Cup 2006 gewinnen konnte, gelang im UEFA-Pokal 2006/07 die Titelverteidigung sowie zudem der Gewinn des Spanischen Supercups 2007. Maresca blieb noch zwei weitere Spielzeiten in Sevilla, ohne jedoch weitere Titel zu gewinnen.
2009 wechselte Maresca zum griechischen Rekordmeister Olympiakos Piräus. Nach einer Saison wurde sein Vertrag im August 2010 wieder aufgelöst und Maresca war zunächst vereinslos. Im Dezember 2010 wurde er vom FC Málaga unter Vertrag genommen und absolvierte für die Andalusier eineinhalb Spielzeiten. Im August 2012 folgte dann die Rückkehr nach Italien zu Sampdoria Genua. Im Januar 2014 wechselte Maresca von Sampdoria zum Zweitligisten US Palermo, mit dem er die Zweitliga-Meisterschaft feiern konnte. Nach zwei weiteren Spielzeiten in der Serie A war Maresca zunächst vereinslos, ehe er sich im September 2016 für ein Jahr dem Zweitligisten Hellas Verona anschloss. Bereits im Januar 2017 löste er seinen Vertrag jedoch auf und beendete seine Karriere im Anschluss.

### In der Nationalmannschaft
Maresca lief von 1995 bis 2002 für verschiedene italienische Juniorennationalmannschaften auf. Er absolvierte unter anderem 15 Partien für die U21-Nationalmannschaft, verpasste die U21-EM 2002 jedoch verletzungsbedingt.

## Trainerkarriere
Nach seinem Karriereende arbeitete Maresca in der zweiten Jahreshälfte 2017 als Co-Trainer von Fulvio Fiorin beim Ascoli Picchio FC 1898. Danach war er von Ende 2017 bis Sommer 2018 als Assistent beim FC Sevilla tätig, zunächst unter Vincenzo Montella, danach für Joaquín Caparrós. Von Sommer 2018 bis Ende 2019 war er zudem Co-Trainer von Manuel Pellegrini beim Premier-League-Klub West Ham United.
Von 2020 bis 2021 trainierte Maresca die U23 von Manchester City und führte diese zum Titel in der Premier League 2. Daraufhin folgte Marescas erste Station als Profitrainer in der Serie B bei Parma Calcio. Er wurde bereits nach 14 Spielen wieder von seinen Aufgaben entbunden.
Zur Saison 2022/23 wurde Maresca Co-Trainer unter Pep Guardiola bei Manchester City, als der Klub das Triple aus englischer Meisterschaft, FA Cup und Champions League gewinnen konnte. Nach einem Jahr wurde er als neuer Cheftrainer des in die Championship abgestiegenen Klubs Leicester City vorgestellt. Er führte Leicester zum Meistertitel in der Championship, der den Wiederaufstieg in die Premier League bedeutete.
Zur Saison 2024/25 verließ Maresca Leicester und wurde Nachfolger von Mauricio Pochettino als Cheftrainer beim FC Chelsea. Am 28. Mai 2025 gewann er mit dem Verein nach dem 1:4-Finalsieg gegen Betis Sevilla die UEFA Conference League.

## Titel

### Als Spieler
International
- UEFA-Cup-Sieger (2): 2006, 2007 (beide FC Sevilla)
- UEFA-Super-Cup-Sieger: 2006 (FC Sevilla)

Italien
- Meister: 2002 (Juventus Turin)
- Zweitligameister und Aufstieg in die Serie A: 2014 (US Palermo)

Spanien
- Pokalsieger: 2007 (FC Sevilla)
- Supercupsieger: 2007 (FC Sevilla)

### Als Cheftrainer
International
- Klub-Weltmeister: 2025 (FC Chelsea)
- Conference-League-Sieger: 2025 (FC Chelsea)

England
- Zweitligameister und Aufstieg in die Premier League: 2024 (Leicester City)